# Mostacciano
Mostacciano è una frazione di Roma Capitale, situata nelle zone Z. XXVII Torrino e Z. XXVIII Tor de' Cenci, nel territorio del Municipio Roma IX. È posta nella zona sud di Roma all'altezza del Grande Raccordo Anulare.

## Descrizione
Il nome deriva dal latino mustacanus (mosto), in relazione ai vigneti di proprietà della basilica di San Nicola in Carcere già nel X secolo ed ex-tenuta della principessa Elvina Pallavicini nel XX secolo.
La zona è caratterizzata prevalentemente da abitazioni residenziali.
Mostacciano è divisa in tre zone che, in origine (1969) rispecchiavano le diverse densità edilizie:

Mostacciano A, delimitata da viale Pechino, via Padre Giovanni Antonio Filippini, viale Don Pasquino Borghi, via Domenico Jachino, via Cristoforo Colombo e Grande Raccordo Anulare, in zona Torrino;

Mostacciano B, delimitata da via Cristoforo Colombo, Grande Raccordo Anulare, via Pontina e via Carmelo Maestrini, in zona Tor de' Cenci;

Mostacciano C, delimitata da via Cristoforo Colombo, via di Decima, via Pontina e Grande Raccordo Anulare, in zona Tor de' Cenci.
In quest'ultima zona si trova il complesso ospedaliero denominato IFO - Istituti Fisioterapici Ospitalieri, di cui fanno parte l'Istituto Nazionale Tumori Regina Elena e l'Istituto Dermatologico San Gallicano.

## Architetture religiose
- Chiesa di Santa Maria del Carmelo, su piazza Beata Vergine del Carmelo (Mostacciano A). Chiesa del XX secolo.
- Chiesa della Stella Maris, su via Sergio De Vitis (Mostacciano B). Chiesa del XX secolo. 41.800508°N 12.44684°E

Luogo sussidiario di culto della parrocchia di Santa Maria del Carmelo.